# غیاث‌آباد (چناران)

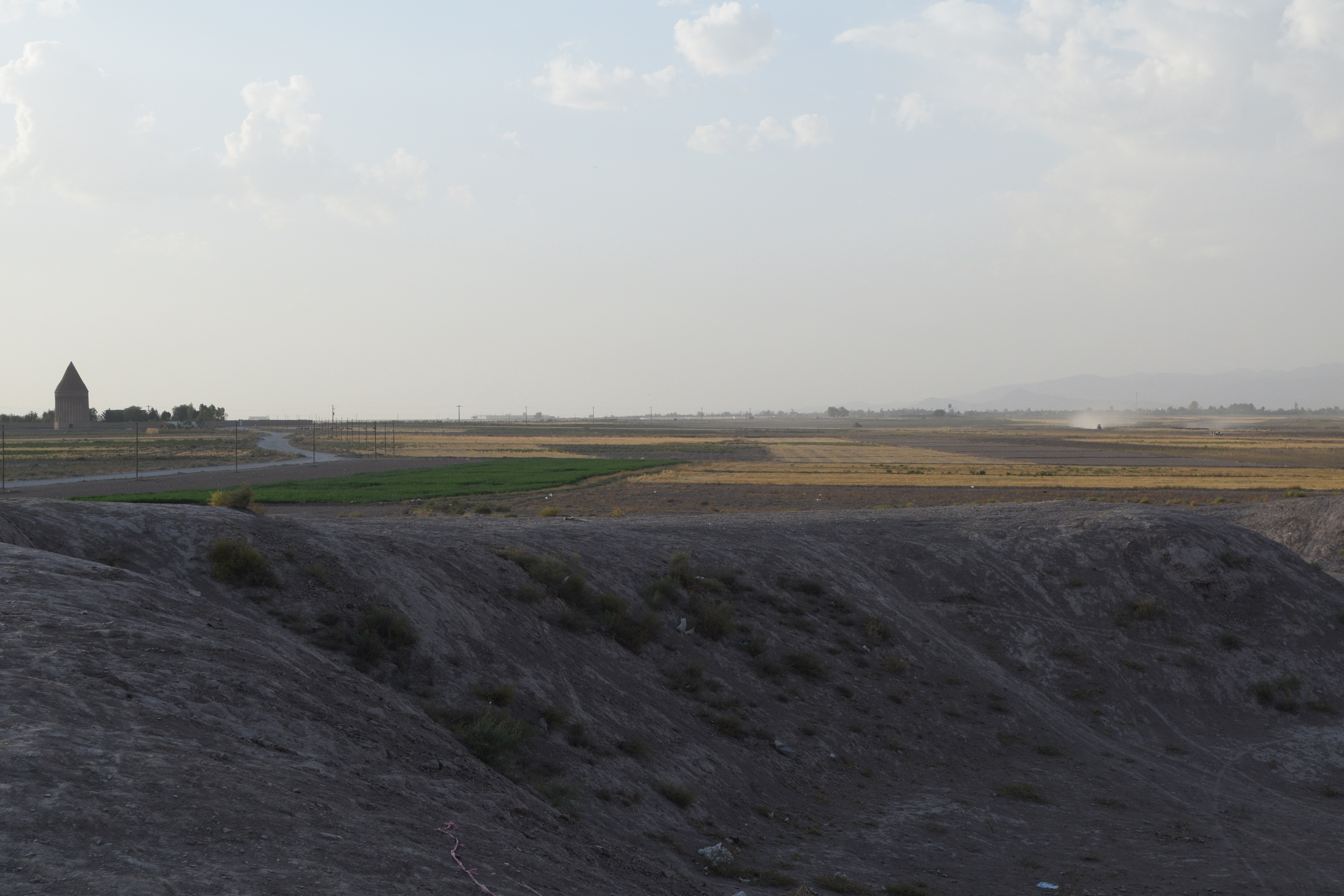
غیاث‌آباد (چناران)

غیاث‌آباد، مرکز دهستان غیاث‌آباد و روستایی از توابع بخش رادکان شهرستان چناران در استان خراسان رضوی ایران است.

## جمعیت
این روستا در دهستان غیاث‌آباد قرار دارد و براساس سرشماری مرکز آمار ایران در سال ۱۳۹۵، جمعیت آن ۱٬۳۰۲ نفر (۳۹۵ خانوار) بوده‌است.